# Travis Fimmel
Travis Fimmel (n. 15 iulie 1979, Echuca⁠(d), Victoria, Australia) este un model și actor de filme și televiziune australian.
A devenit cunoscut în 2002, pentru a fi imaginea campaniei de modelare de lenjerie intimă pentru Calvin Klein, și a atras atenția industriei cinematografice internaționale pentru a juca rolul de protagonist al serialului Vikings (2013), interpretând rolul regelui norvegian legendar din secolul al IX-lea, Ragnar Lodbrok. 
Notabile sunt și interpretările lui în seria Tarzan (2003) și Bestia (2009) precum și în filmul Warcraft: Originile (2016).

## Filmografie

### Filme
| An   | Titlu                    | Rol               | Note              |
| ---- | ------------------------ | ----------------- | ----------------- |
| 2008 | Surfer, Dude             | Johnny Doran      |                   |
| 2008 | Restraint                | Ron               |                   |
| 2010 | Pure Country 2: The Gift | Dale Jordan       |                   |
| 2010 | Needle                   | Marcus Rutherford |                   |
| 2010 | Ivory                    | Jake              |                   |
| 2010 | The Experiment           | Helwig            |                   |
| 2011 | Supremacy                | Garrett Tully     | (short)           |
| 2012 | The Baytown Outlaws      | McQueen Oodie     |                   |
| 2012 | Harodim                  | Lazarus Fell      |                   |
| 2015 | Maggie's Plan            | Guy               |                   |
| 2016 | Warcraft                 | Anduin Lothar     |                   |
| 2017 | Lean on Pete             | Ray               | In post-producție |
| 2017 | Finding Steve McQueen    |                   | Filmări           |

### Seriale TV
| An        | Titlu            | Rol                   | Note    |
| --------- | ---------------- | --------------------- | ------- |
| 2003      | Tarzan           | John Clayton / Tarzan | Serial  |
| 2005      | Rocky Point      | Taj Walters           | Serial  |
| 2006      | Southern Comfort | Bobby                 | Film TV |
| 2009      | The Beast        | Ellis Dove / Carlson  | Serial  |
| 2010      | Chase            | Mason Boyle           | Serial  |
| 2012      | Outlaw Country   | Feron                 | Film TV |
| 2012      | BlackBoxTV       | Ted                   | Serial  |
| 2013–2017 | Vikings          | Ragnar Lodbrok        | Serial  |